# Herri Torrontegui
Francisco Javier Torrontegui Arribas, detto Herri (Gorliz, 19 aprile 1967), è un pilota motociclistico spagnolo ritiratosi dall'attività agonistica.

## Carriera
Ultimo di sette fratelli, Torrontegui iniziò la carriera di pilota motociclista a nove anni disputando gare di trial, passando in seguito alla velocità.
Pilota molto versatile, in grado di passare in breve tempo dalla guida di una 80 a quella di una 750, il basco esordì nel motomondiale nel 1985, senza ottenere punti.
La sua stagione migliore fu il 1989, nella quale fu quarto nella classifica della 80 con due vittorie (Spagna e Cecoslovacchia) e campione spagnolo Superbike. Per la stagione 1990 Torrontegui corse con una Honda RS 125 R ufficiale sponsorizzata dalla Repsol, dopo aver rifiutato un'offerta da parte della Derbi per correre nella ottavo di litro.
Nel 1992 fu ingaggiato dalla Suzuki come pilota ufficiale in 250, affiancando Wilco Zeelenberg. Il pilota basco aveva già corso per la casa nipponica il GP di San Marino 1991, terminato all'undicesimo posto.
Ritornato in 125, Torrontegui corse nel motomondiale sino al termine della stagione 1996, per poi vincere nel 1997 il campionato spagnolo della categoria Supersport con la Ducati 748, prendendo inoltre parte al GP di Albacete del mondiale Supersport.
Tra il 2007 e il 2011 è stato il manager di Efrén Vázquez.

## Risultati in gara

### Motomondiale

#### Classe 80
| 1985 | Classe | Moto  |    |    |    |    |    |    |    |    |    |    |    |    |  |  |  | Punti | Pos. |
| ---- | ------ | ----- | -- | -- | -- | -- | -- | -- | -- | -- | -- | -- | -- | -- |  |  |  | ----- | ---- |
| 1985 | 80     | Cobas | NE | NP | NQ | 22 | NE | 23 | 20 | NE | 19 | NE | NE | 11 |  |  |  | 0     |      |

| 1986 | Classe | Moto   |    |  |    |     |    |    |    |    |    |    |    |  |  |  |  | Punti | Pos. |
| ---- | ------ | ------ | -- |  | -- | --- | -- | -- | -- | -- | -- | -- | -- |  |  |  |  | ----- | ---- |
| 1986 | 80     | Autisa | NP |  | 21 | Rit | 25 | 12 | NE | NE | 13 | NE | 10 |  |  |  |  | 1     | 24º  |

| 1987 | Classe | Moto     |    |    |     |     |    |    |    |    |     |    |     |   |    |    |    | Punti | Pos. |
| ---- | ------ | -------- | -- | -- | --- | --- | -- | -- | -- | -- | --- | -- | --- | - | -- | -- | -- | ----- | ---- |
| 1987 | 80     | JJ Cobas | NE | 12 | Rit | Rit | 20 | 22 | NQ | NE | Rit | NE | Rit | 9 | 10 | NE | NE | 3     | 22º  |

| 1988 | Classe | Moto   |    |    |   |     |     |     |    |   |    |   |    |    |    |    |    | Punti | Pos. |
| ---- | ------ | ------ | -- | -- | - | --- | --- | --- | -- | - | -- | - | -- | -- | -- | -- | -- | ----- | ---- |
| 1988 | 80     | Autisa | NE | NE | 6 | Rit | Rit | Rit | NE | 5 | NE | 9 | NE | NE | NE | 18 | NE | 28    | 11º  |

| 1989 | Classe | Moto    |    |    |    |   |   |   |    |    |    |    |    |    |    |   |    | Punti | Pos. |
| ---- | ------ | ------- | -- | -- | -- | - | - | - | -- | -- | -- | -- | -- | -- | -- | - | -- | ----- | ---- |
| 1989 | 80     | Krauser | NE | NE | NE | 1 | 3 | 3 | NE | SQ | 11 | NE | NE | NE | NE | 1 | NE | 75    | 4º   |

| Legenda | 1º posto        | 2º posto            | 3º posto            | A punti      | Senza punti        | Grassetto – Pole position Corsivo – Giro più veloce |
| Legenda | Gara non valida | Non qual./Non part. | Ritirato/Non class. | Squalificato | '-' Dato non disp. | Grassetto – Pole position Corsivo – Giro più veloce |

#### Classe 125
| 1989 | Classe | Moto  |     |     |    |   |    |   |   |    |    |    |   |    |    |   |    | Punti | Pos. |
| ---- | ------ | ----- | --- | --- | -- | - | -- | - | - | -- | -- | -- | - | -- | -- | - | -- | ----- | ---- |
| 1989 | 125    | Honda | Rit | Rit | NE | 9 | 12 | - | - | NE | 24 | NQ | - | 19 | 14 | - | NE | 13    | 25º  |

| 1990 | Classe | Moto  |    |    |    |    |    |    |    |  |  |    |    |    |   |     |  | Punti | Pos. |
| ---- | ------ | ----- | -- | -- | -- | -- | -- | -- | -- |  |  | -- | -- | -- | - | --- |  | ----- | ---- |
| 1990 | 125    | Honda | NP | NE | 26 | NQ | 13 | 11 | NQ |  |  | NQ | 10 | 19 | - | Rit |  | 14    | 25º  |

| 1991 | Classe | Moto             |     |    |    |    |     |    |    |   |  |  |  |  |  |    |  | Punti | Pos. |
| ---- | ------ | ---------------- | --- | -- | -- | -- | --- | -- | -- | - |  |  |  |  |  | -- |  | ----- | ---- |
| 1991 | 125    | Honda e JJ Cobas | Rit | 18 | NE | 12 | Rit | 18 | 18 | 8 |  |  |  |  |  | NE |  | 12    | 24º  |

| 1993 | Classe | Moto    |   |   |    |   |    |    |    |   |     |    |    |    |     |     |  | Punti | Pos. |
| ---- | ------ | ------- | - | - | -- | - | -- | -- | -- | - | --- | -- | -- | -- | --- | --- |  | ----- | ---- |
| 1993 | 125    | Aprilia | 3 | 9 | 11 | 4 | 11 | 15 | 14 | 4 | Rit | 16 | 13 | 17 | Rit | Rit |  | 65    | 9º   |

| 1994 | Classe | Moto    |   |   |   |   |    |     |   |    |   |   |     |    |  |     |  | Punti | Pos. |
| ---- | ------ | ------- | - | - | - | - | -- | --- | - | -- | - | - | --- | -- |  | --- |  | ----- | ---- |
| 1994 | 125    | Aprilia | 8 | 9 | 8 | 3 | 14 | Rit | 6 | 13 | 8 | 5 | Rit | NP |  | Rit |  | 73    | 10º  |

| 1995 | Classe | Moto  |     |   |   |    |     |     |   |    |    |    |   |   |     |  |  | Punti | Pos. |
| ---- | ------ | ----- | --- | - | - | -- | --- | --- | - | -- | -- | -- | - | - | --- |  |  | ----- | ---- |
| 1995 | 125    | Honda | Rit | 4 | 9 | 10 | Rit | Rit | 6 | 10 | 12 | 12 | 4 | 6 | Rit |  |  | 66,5  | 11º  |

| 1996 | Classe | Moto  |  |  |  |    |     |    |    |    |    |    |    |    |    |     |    | Punti | Pos. |
| ---- | ------ | ----- |  |  |  | -- | --- | -- | -- | -- | -- | -- | -- | -- | -- | --- | -- | ----- | ---- |
| 1996 | 125    | Honda |  |  |  | 20 | Rit | 14 | 10 | 21 | 15 | 13 | 19 | 15 | 12 | Rit | 15 | 18    | 20º  |

| Legenda | 1º posto        | 2º posto            | 3º posto            | A punti      | Senza punti        | Grassetto – Pole position Corsivo – Giro più veloce |
| Legenda | Gara non valida | Non qual./Non part. | Ritirato/Non class. | Squalificato | '-' Dato non disp. | Grassetto – Pole position Corsivo – Giro più veloce |

#### Classe 250
| 1991 | Classe | Moto             |  |  |  |  |  |  |  |  |     |    |    |    |     |     |  | Punti | Pos. |
| ---- | ------ | ---------------- |  |  |  |  |  |  |  |  | --- | -- | -- | -- | --- | --- |  | ----- | ---- |
| 1991 | 250    | Aprilia e Suzuki |  |  |  |  |  |  |  |  | Rit | 23 | 13 | 11 | Rit | Rit |  | 8     | 25º  |

| 1992 | Classe | Moto   |    |    |    |    |    |     |   |     |    |   |    |    |   |  |  | Punti | Pos. |
| ---- | ------ | ------ | -- | -- | -- | -- | -- | --- | - | --- | -- | - | -- | -- | - |  |  | ----- | ---- |
| 1992 | 250    | Suzuki | 11 | 12 | 14 | 13 | 13 | Rit | 8 | Rit | 10 | 8 | 10 | 15 | 8 |  |  | 11    | 15º  |

| Legenda | 1º posto        | 2º posto            | 3º posto            | A punti      | Senza punti        | Grassetto – Pole position Corsivo – Giro più veloce |
| Legenda | Gara non valida | Non qual./Non part. | Ritirato/Non class. | Squalificato | '-' Dato non disp. | Grassetto – Pole position Corsivo – Giro più veloce |

### Campionato mondiale Supersport
| 1997 | Moto   |  |  |  |  |  |  |  |  |     |  |  | Punti | Pos. |
| ---- | ------ |  |  |  |  |  |  |  |  | --- |  |  | ----- | ---- |
| 1997 | Ducati |  |  |  |  |  |  |  |  | Rit |  |  | 0     |      |

| Legenda | 1º posto        | 2º posto            | 3º posto           | A punti      | Senza punti        | Grassetto – Pole position Corsivo – Giro più veloce |
| Legenda | Gara non valida | Non qual./Non part. | Ritirato/Non class | Squalificato | '-' Dato non disp. | Grassetto – Pole position Corsivo – Giro più veloce |